# Girolamo Nattino
Girolamo Nattino (Napoli, 1842 – 1913) è stato un pittore italiano.

## Biografia
Studiò ornato e disegno all'Accademia di Belle Arti di Napoli, sotto la guida di Giuseppe Mancinelli. Nel 1859 espose due studi accademici all'ultima Mostra Borbonica.
Inizialmente produsse principalmente nature morte e quadri con soggetti infantili e giovani donne, successivamente ampliò il proprio repertorio a pittura di genere, rappresentando soggetti popolari e di ambientazione greco-romana, paesaggistica e ritratti.
Dagli anni 1880 visse a Portici.
Nel 1870 espose a Parma la tela ad olio Due montoni che pascolano e Frutta. Partecipò al Salon di Parigi del 1878 (tenutosi in contemporanea con l'esposizione universale della capitale francese) con Portrait de mademoiselle e Le sommeil. Nel 1881 espose a Milano Una filatrice e Venditore di mele (entrambi quadri di genere); Frutta (natura morta) e Una mezza figura di donna. Nel 1883 inviò a Milano e Roma Presso il Granatello a Portici, Frutta e Fiori, Frutta e Avanzi Angioini a Monteleone di Calabria. All'Esposizione Generale Italiana di Belle Arti di Torino del 1884 espose: Marina di Resina, Napoli da Portici, Contadinello di San Germano e Roseo di Portici. Nel 1887 espose a Napoli Rimembranze e Lucrezia Romana e a Venezia Napoli dalla marina di Portici, La prima Comunione e Norina. Tra le sue altre sue opere si ricordano Un Contadinello, Una Forosetta, Venditore di frutta, Marina di sera e Spiaggia tirrena. .